# Blomkest, Minnesota
Blomkest, Minnesota (енгл. Blomkest) град је у америчкој савезној држави Минесота.

## Демографија
По попису из 2010. године број становника је 157, што је 29 (-15,6%) становника мање него 2000. године.
| Група             | 2000.       | 2010.       |
| Белци             | 177 (95,2%) | 146 (93,0%) |
| Афроамериканци    | 0 (0,0%)    | 0 (0,0%)    |
| Азијати           | 0 (0,0%)    | 1 (0,6%)    |
| Хиспаноамериканци | 9 (4,8%)    | 10 (6,4%)   |
| Укупно            | 186         | 157         |